# Drosophila polychaeta (artgrupp)
Drosophila polychaeta är en artgrupp inom släktet Drosophila och undersläktet Drosophila. Artgruppen består av åtta arter.

## Arter inom artgruppen
- Drosophila bivibrissae
- Drosophila daruma
- Drosophila fraburu
- Drosophila hirtipes
- Drosophila illota
- Drosophila kashmirensis
- Drosophila latifshahi
- Drosophila polychaeta